# Ostrovnoje
Ostrovnoje (Russisch: Островное; "eiland") is een plaats (selo) en selskoje poselenieje in het district Bilibinski van de Russische autonome okroeg Tsjoekotka, gelegen aan de linkeroever (west) van de rivier de Kleine Anjoej (rond de instroom van de Moechtoeja), op ongeveer 70 kilometer stroomopwaarts van Anjoejsk en op ongeveer 125 kilometer van het districtcentrum, de stad Bilibino. De plaats telde begin 21e eeuw ongeveer 416 inwoners, waaronder 339 leden van inheemse Siberische volkeren (vooral Tsjoektsjen).
Ostrovnoje ligt aan de onverharde weg tussen Bilbino en Zeljony Mys, die hier een aftakking heeft naar een rendierkamp in het noorden (karal Attyka; karal="slachtplaats voor rendieren"). Andere nabijgelegen dorpen zijn Pogyndino, Ljol (opgeheven), Vstretsjny (aangewezen voor opheffing).
In het dorp bevindt zich een huis van cultuur waar souvenirs van huiden worden gemaakt en waar een folkloristisch dansgezelschap optreedt.

## Geschiedenis
Bij Ostrovnoje bevond zich vroeger het Kozakkenfort Anjoejski ostrog (Анюйский острог; later Anjoejskaja krepost; Анюйская крепость), waarvan de oorsprong niet helemaal duidelijk is en die zich waarschijnlijk eerst aan de Grote Anjoej bevond (en toen Angarski ostrog heette naar de instroom van een rivier aldaar) maar na 1775, toen de Tsjoektsjen en Russen vrede hadden gesloten (na de terugtrekking van de Russen uit Anadyrsk) naar de locatie van het huidige plaatsje Ostrovnoje werd verplaatst; op een eiland (ostrov) in de rivier. Het fort werd gesticht voor de inning van de jasak (huidenbelasting) van de 'inorodtsy' en voor het drijven van handel. De bewoners begonnen het fort al snel 'ostrovnoje' te noemen naar het eiland. De rivier bleek echter vatbaar voor overstromingen en het fort raakte meerdere malen beschadigd, wat een kostbare zaak was, want bomen groeien niet op de toendra en hout moest dus periodiek worden aangevoerd per boot. In 1848 werd het fort en een deel van het eiland weggespoeld tijdens de voorjaarsoverstromingen en werd uiteindelijk toch maar besloten om het fort te verplaatsen naar een heuvel op de linkeroever van de rivier. De naam 'Ostrovnoje' bleef echter in gebruik bij de inwoners.
In hetzelfde jaar 1848 werd de grote jaarlijkse lentemarkt (eind februari of begin maart) die tot dan toe bij Anjoejsk werd gehouden verplaatst naar het fort, waar al vanaf 1788 een markt werd gehouden, die zo na verloop van tijd de belangrijkste marktplaats van de Kolymaregio werd. Rendierhouders, die soms van meer dan 1000 wersten (~kilometers) ver kwamen, verkochten er huiden van poolvossen (waaronder blauwvos en zwartvos), vossen, sabelmarters, otters, walrustanden, rendiervlees en riemen van zeehondenhuid en Russische handelaren genotsmiddelen als tabak en thee en gebruiksvoorwerpen als ijzeren bijlen en messen en koperen ketels. De verkoop van alcoholische dranken was ten strengste verboden, maar er werd wel in het geheim in gehandeld.
Vanuit het fort, waarin in 1811 ook een kapel (Heilige Nicolaaskapel) was opgericht, werden ook de eerste pogingen ondernomen door het bisdom Jakoetsk (het bisdom Kamtsjatka opereerde vanuit Anadyr) om de Tsjoektsjen te kerstenen tot het Russisch-orthodoxisme door missionaris Grigori Sleptsov (1810-1812), die Tsjoektsjen en Korjaken die naar de markt kwamen probeerde te bekeren. Eind 19e eeuw nam de invloed van de Russen in Tsjoekotka af ten gunste van Amerikaanse walvisvaarders en daarmee ook het belang van de markt, daar de Tsjoektsjen nu ook met hen begonnen te handelen.
In de sovjetperiode werd de kapel gesloten en het fort verlaten. In 1941 verdwenen de laatste gebouwen (de ruïnes zijn nog wel zichtbaar). In 1932 werd de communistische rendierhouderij Toervaoergin (Турваургин; "nieuw leven") opgericht, die later werd omgevormd tot een sovchoz en nu als OAO nog altijd de basis van het dorp vormt.
Bestuurlijk centrum: Egvekinot

Amgoeëma · Billings · Ioeltin(†) · Konergino · Leningradski(†) · Mys Sjmidta · Noetepelmen · Oeëlkal · Oesjakovskoje(†) · Ozjorny · Poljarny(†) · Ryrkajpi · Vankarem · Vostotsjny(†)